# 默特爾鎮區 (密蘇里州俄勒岡縣)
默特爾鎮區（英語：Myrtle Township）是位於美國密蘇里州俄勒岡縣的一個行政鎮區。

## 地方資料
默特爾鎮區的面積為67.14平方千米，當中陸地面積為66.95平方千米，而水域面積為0.19平方千米。根據2020年美國人口普查的數據，當地共有人口287人，而人口密度為每平方千米4.27人。